# Italo disco
Italo disco – termin marketingowy wprowadzony w 1983 roku przez Bernharda Mikulskiego, założyciela wytwórni płytowej ZYX Music. Termin ten odnosi się do włoskiej elektronicznej muzyki dyskotekowej z lat 80. XX wieku oraz muzyki z innych części Europy i Ameryki Północnej, które ją naśladowały (choć dla muzyki spoza Włoch częściej się używa terminu euro disco).

## Historia
Przed powstaniem terminu italo disco w 1983 roku, wykonawców tego nurtu określano terminem Spaghetti-Dance lub po prostu zaliczano ich twórczość do muzyki disco.
Muzyka italo disco wywodzi się głównie z muzyki disco, funk i euro disco. Typowy utwór nurtu italo disco ma kontrastujące ze sobą zwrotki i refren oraz podkład muzyczny z syntezatora.
Pod koniec dekady lat 80. popularność tego nurtu zaczęła drastycznie maleć, aż w końcu w połowie lat 90. całkowicie zniknął z rynku. Od 2007 roku można zauważyć coraz większy wzrost zainteresowania wykonawcami muzyki italo disco, który przejawia się powstawaniem stacji radiowych i portali internetowych promujących ten nurt muzyczny, spotkaniami fanów italo disco, zwiększoną liczbą koncertów wykonawców tego gatunku, a w coraz większej ilości lokali odtwarzana jest muzyka z tego nurtu muzycznego.
Z italo disco wywodzi się podgatunek tej muzyki: eurobeat. Nieliczne instrumentalne utwory italo disco, tworzone w pierwszej połowie lat 80. przez formacje Hypnosis, Koto i Laserdance, w drugiej połowie lat 80. dały początek samodzielnemu gatunkowi spacesynth (nazywanemu także spacedance czy synthdance). Gatunek ten, podobnie jak italo disco, zniknął ze sceny muzycznej w połowie lat 90., ale po roku 2000, dzięki Internetowi, odrodził się jako niszowy nurt muzyki elektronicznej.
Nurt italo disco wywarł także wpływ na powstanie muzyki house, dance i muzyki techno. Nurt na początku lat 90. XX wieku stracił popularność na rzecz muzyki eurodance, której jednym z przedstawicieli był brytyjski muzyk pochodzenia jamajskiego Ice MC debiutując nagraniem do singla Easy, którego producentem był włoski muzyk Roberto Zanetti, znany z muzyki italo disco jako Savage.

## Wykonawcy

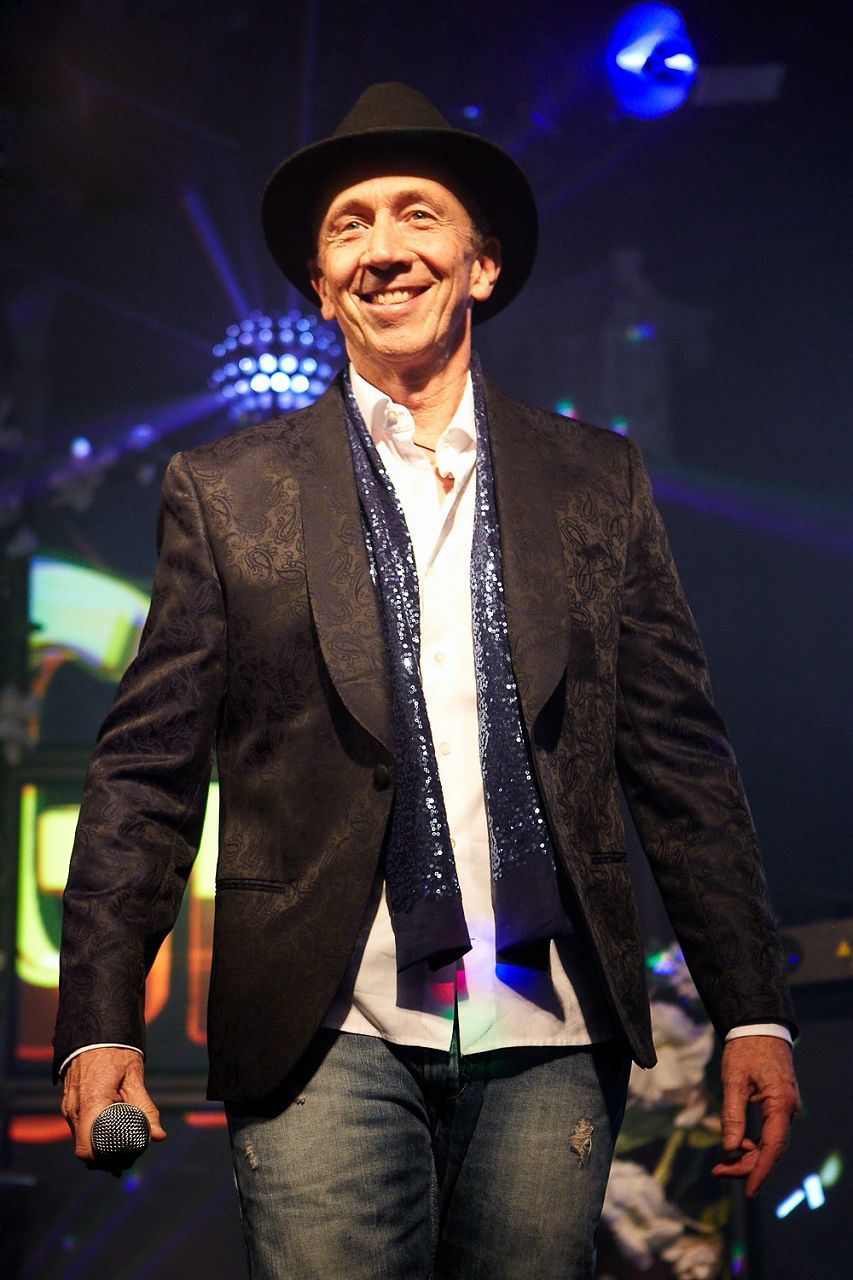
Savage

Najbardziej znanymi przedstawicielami są zespoły i wykonawcy tacy jak: Francesco Napoli, Savage, Ken Laszlo, P.Lion, Albert One, Radiorama, Valerie Dore, Sabrina, Scotch, Baltimora, Martinelli, Raggio di Luna, Righeira, Ryan Paris, Spagna, Miko Mission, Silver Pozzoli, La Bionda, Gazebo, Eddy Huntington, Den Harrow.

## Instrumenty
Syntezatorowe brzmienie utworów italo disco uzyskiwano za pomocą syntezatorów: Roland JX-8P, Roland Juno60/106, Yamaha DX7, ARP Odyssey, a także samplera Emulator II, automatu perkusyjnego Roland TR-808 oraz perkusji elektronicznych Simmonsa, Minimooga, Oberheima, Linndruma.

## Italo disco w Polsce
Gatunek ten był pierwowzorem dla nazwy nurtu polskiej muzyki tanecznej – disco polo i bywa często z nim mylony jednak odróżnia go wyraźne przesłanie skierowane do odbiorcy. Muzyka italo disco pomimo prostej i łatwo „wpadającej w ucho” melodii przeważnie zawiera teksty mówiące o życiu oraz troskach z nim związanych, niejednokrotnie dając życiowe rady i wskazówki, natomiast w warstwie muzycznej od disco polo odróżnia brak jakichkolwiek elementów muzyki biesiadnej. Z tego powodu muzyka italo disco często zaliczana jest do muzyki dance. Na początku lat 90. Krzysztof Krawczyk próbując powrócić na estradę tworzył w nurcie italo disco, głównie remiksy swoich starszych przebojów z lat 70. i 80., a także nagrał kilka innych utworów.